# Der Henker von London (1963)
Der Henker von London ist ein deutscher Kriminalfilm, der 1963 unter der Regie von Edwin Zbonek entstand. Die Verfilmung des Romans George und Jojo (Originaltitel: The White Carpet) von Bryan Edgar Wallace war der vierte von insgesamt zehn Bryan-Edgar-Wallace-Filmen von Artur Brauners CCC-Film. Der Filmproduzent wollte damit am Erfolg der 1959 gestarteten Edgar-Wallace-Serie teilhaben. Der Schwarzweißfilm in Ultrascope startete am 22. November 1963 in den bundesdeutschen Kinos.

## Inhalt
Der sogenannte „Henker von London“ hält die britische Hauptstadt in Atem. Mit seiner Verschwörerbande hat der mysteriöse Mann bereits drei Verbrecher, deren Taten bis dahin nicht aufgedeckt wurden, zum Tode durch den Strang verurteilt und hingerichtet. Inspektor John Hillier und der mit ihm befreundete Polizeiarzt Dr. Philip Trooper finden bei den Toten jeweils eine „Beweisakte“ sowie den historischen Henkersstrick, der vorher aus dem Kriminalmuseum von Scotland Yard entwendet wurde. Chefinspektor Morel Smith ist über den Stand der bisherigen Ermittlungen entsetzt. Hillier veranlasst, das Museum Tag und Nacht bewachen zu lassen. Dort trifft er auf den sonderbaren Journalisten Gabby Pennypacker, der sich unbedingt an der Klärung des Falles beteiligen möchte. Am Abend lässt John Hillier die Beweisakten des Henkers von dem früheren Richter Sir Francis Barry, dem Vater seiner Freundin Ann, begutachten. Der alte Herr macht keinen Hehl daraus, ein Befürworter der Todesstrafe und damit auch der mysteriösen Hinrichtungen zu sein. Er bringt in diesem Zusammenhang auch mehrere Frauenmorde eines bisher unbekannten Täters zur Sprache, zu dessen kaltblütig enthaupteten Opfern auch Hilliers Schwester zählt. Als in der Villa von Sir Francis eine Paketbombe abgegeben wird, kann ausgerechnet Gabby Pennypacker verhindern, dass jemand zu Schaden kommt. Der Reporter behauptet, dass die Bombe von dem gerade aus dem Zuchthaus entlassenen Ganoven Messerjoe stamme. Sir Francis hatte ihn einst verurteilt.
Es dauert nicht lange, bis der Henkersstrick erneut aus dem Kriminalmuseum gestohlen wird. Inspektor Hillier und Dr. Trooper bleibt nichts anderes übrig, als verstärkte Straßenkontrollen anzufordern und auf den nächsten Gehängten zu warten. Diesmal steht ein gewisser Francois Bréant vor dem geheimen Gericht. Wieder sind die Beweise gegen den „Angeklagten“ eindeutig. Als man am nächsten Morgen Bréants Leiche findet, stellt Hillier resigniert fest, dass man bereits gegen den Ermordeten ermittelte. Chefinspektor Smith fürchtet um seine Karriere und weist Hillier erbost zurück, als dieser ihn um die Zuteilung der Ermittlungen gegen den Frauenmörder bittet. Ausgerechnet an jenem Abend, als Hillier von seiner Freundin Ann zu einem Konzert eingeladen wird, erhält der Inspektor den Hinweis auf eine erneute Sitzung des geheimen Gerichtes. Mithilfe eines Polizeikommandos gelingt es Hillier tatsächlich eine solche Gerichtsverhandlung zu stürmen. Beim Henker von London handelte es sich offensichtlich um den Ganoven Messerjoe, der bei dem Einsatz stirbt. Unterdessen macht Philip Trooper die eigenartige Entdeckung, dass Sir Francis und sein Butler Jerome mitten in der Nacht alte Gerichtsverhandlungen nachspielen.
Nachdem jeder den Fall „Henker von London“ für abgeschlossen hält, übernimmt Hillier wieder die Ermittlungen gegen den Frauenmörder. Innerhalb kürzester Zeit werden zwei Frauenleichen mit abgetrennten Köpfen aufgefunden. Inzwischen werden Sir Francis und der Inspektor in ihren Vermutungen bestätigt, dass Messerjoe gar nicht der echte Henker war. Der Reporter Gabby Pennypacker findet die Leiche eines gehängten Mörders und die dazugehörige Beweisakte. Chefinspektor Smith, der den Henkersstrick in seinem Panzerschrank aufbewahrt hatte, behauptet, dass man den dazugehörigen Schlüssel aus seiner eigenen Wohnung gestohlen habe. Ann Barry, die ihrem Freund bei den Ermittlungen helfen möchte, bietet sich schließlich als Lockvogel für den Serienmörder an. Tatsächlich wird Ann auf einem Rummelplatz von einem Mann angesprochen. Diesem gelingt es jedoch, die Polizeibeamten in die Irre zu führen und Ann in sein Haus zu entführen. Bei dem Gesuchten handelt es sich um Dr. Mac Ferguson, einen verrückten Wissenschaftler. Der gewissenlose Arzt glaubt, an Ann seine erste erfolgreiche Kopftransplantation durchführen zu können. Inspektor Hillier kann seine Freundin im letzten Moment retten. Doch Ferguson wird vor den Augen der Polizei entführt, um direkt vor dem geheimen Gericht des Henkers zu landen. Durch die Unterstützung des Reporters Pennypacker können Chefinspektor Smith und Dr. Trooper das Versteck ausfindig machen. Es kommt zu einer Verfolgungsjagd, die für den Henker tödlich endet. Als man den Toten demaskiert, erleben die Beamten eine große Überraschung: Es ist die Leiche von Inspektor Hillier. Durch den Mord an seiner Schwester hatte sich bei ihm ein krankhaft gesteigertes Gerechtigkeitsempfinden entwickelt, das ihn zum Henker von London werden ließ. Seine Helfer waren ebenfalls Hinterbliebene der ermordeten Frauen. Der Chefinspektor bedankt sich bei Gabby Pennypacker, bei dem es sich in Wahrheit um den Geheimdienstmitarbeiter Tom Jenkins handelt.

## Entstehungsgeschichte

### Vorgeschichte
Im Zuge der seit 1959 vom Constantin-Filmverleih vermarkteten Edgar-Wallace-Filme der Rialto Film entstanden in den 1960er Jahren zahlreiche weitere Filme nach ähnlichem Muster. 1960 startete der bereits in den 1950er Jahren etablierte Filmproduzent Artur Brauner mit den Dr.-Mabuse-Filmen eine eigene Kriminalfilmserie und ab 1962 brachte er Filme nach Stoffen von Bryan Edgar Wallace, dem Sohn des bekannten Schriftstellers Edgar Wallace, in die Kinos. Brauner hatte neben den Verfilmungsrechten der Romanvorlagen auch die Rechte erworben, die Namen Bryan Edgar Wallace und Dr. Mabuse für frei erfundene Filmstoffe zu verwenden. Mit dem im September 1963 uraufgeführten Film Scotland Yard jagt Dr. Mabuse wurden beide Serien sogar kombiniert, indem der Verbrecher aus Bryan Edgar Wallace’ Romanvorlage durch Dr. Mabuse ersetzt wurde.

### Drehbuch, Vorproduktion und Besetzung
Da 1963 kein Ende der Krimiwelle abzusehen war, liefen zu diesem Zeitpunkt längst die Vorbereitungen zu Artur Brauners nächstem Kriminalfilm, der bis Ende November fertiggestellt werden sollte: Der Henker von London. Robert A. Stemmle verfasste das Drehbuch nach dem Roman George und Jojo (Originaltitel: The White Carpet) von Bryan Edgar Wallace. Als Regisseur verpflichtete man den Österreicher Edwin Zbonek, der für Brauner zuletzt den Berlinale-Beitrag Mensch und Bestie inszeniert hatte. Für das Drehbuch zu Der Henker von London reichte Zbonek im August 1963 noch einige Änderungsvorschläge ein, zu denen er unter anderem vermerkte: „In einer ersten Fühlungnahme mit dem Autor [Robert A. Stemmle] haben wir abgesprochen, bei der Herstellung dieses Films die Effekte um einen Schritt weiterzutreiben, als es sonst bei derartigen Produktionen hierzulande Brauch ist. Da ein Jugendfrei für den Film sowieso nicht in Frage kommt, möchten wir den Stil eines Grand-Guignol mit allen Gruseleffekten finden, in welchem aber auch charmante Szenen – Liebeshandlung – und komische Szenen breiten Raum haben sollen. Ich rege an, dass man für gewisse Handlungsfäden eine Verkürzung mittels Gag-Technik anwenden soll, wie es im englischen Film oft der Brauch ist. Jedes parodistische Element ist aber zu unterbleiben.[…]“
Für die Besetzung konnte man zahlreiche Darsteller engagieren, die bereits zum Stammpersonal deutscher Kriminalfilme zählten: Dieter Borsche, Wolfgang Preiss, Rudolf Forster, Rudolf Fernau, Alexander Engel, Albert Bessler und Stanislav Ledinek. Auch Harry Riebauer, der schon in dem Bryan-Edgar-Wallace-Film Der Würger von Schloss Blackmoor den Inspektor mimte, stand hier erneut vor der Kamera. Für die Hauptrolle verpflichtete man Hansjörg Felmy, der noch in weiteren Beiträgen der Serie mitwirken sollte. In der weiblichen Hauptrolle sah man Maria Perschy, die in diesem Film die einzige tragende Frauenrolle verkörperte. Den komischen Part überließ man Chris Howland.

### Produktion

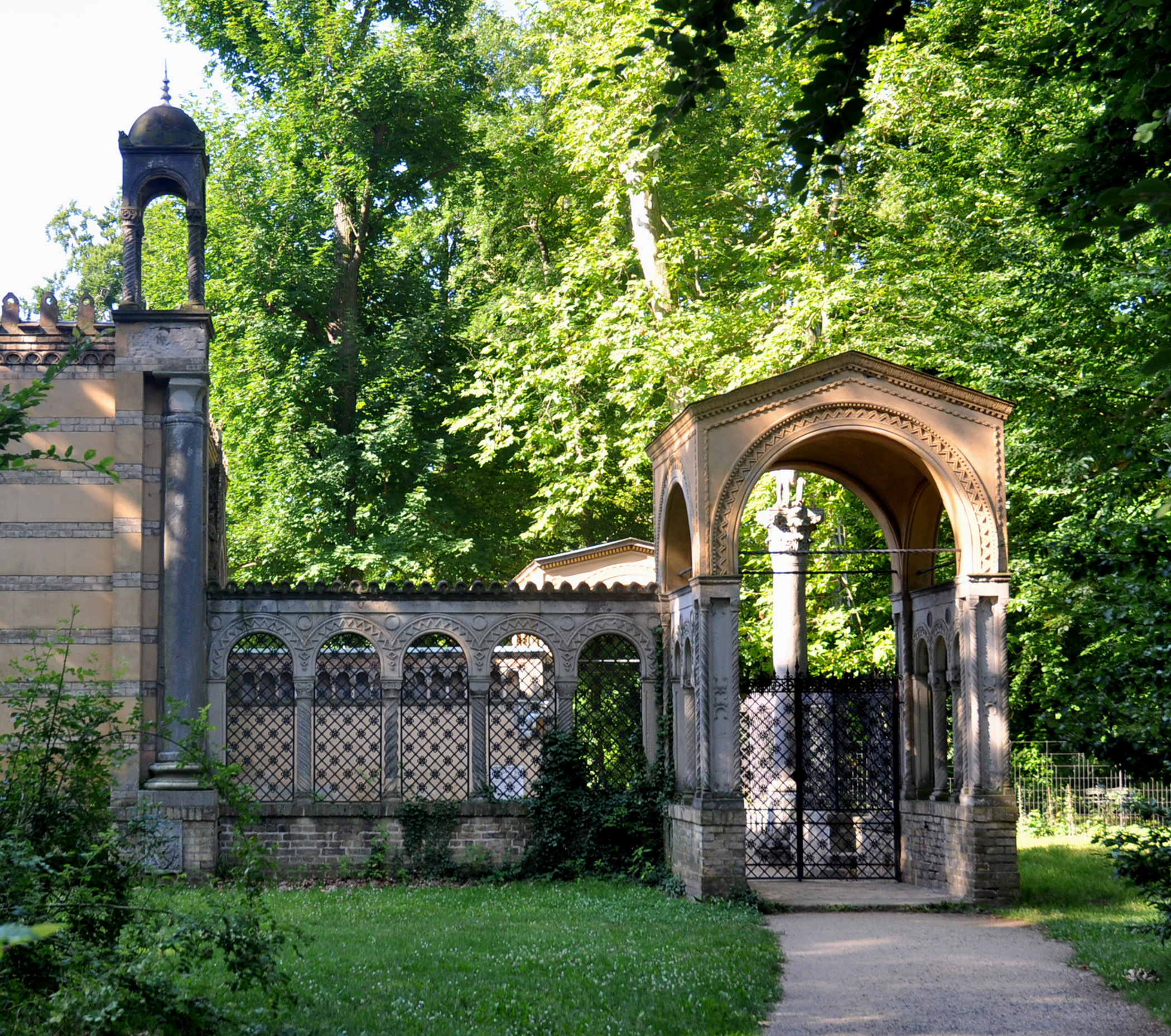
Der Klosterhof im Park Klein-Glienicke diente als Kulisse für das Versteck des Henkers.

Die Dreharbeiten fanden vom 2. September bis 8. Oktober 1963 in West-Berlin und London statt. Die Außenaufnahmen entstanden unter anderem im Park Klein-Glienicke (Klosterhof und Wassertor), im Rudolf-Virchow-Krankenhaus (Pathologie) sowie in einem Lagerhaus in Berlin-Haselhorst. Die wenigen Szenen, die man an Originalschauplätzen in London filmte, fanden wiederum ohne Mitwirkung von Darstellern statt. Die Atelieraufnahmen drehte man in den CCC-Studios in Berlin-Haselhorst. Als Filmarchitekten wurden Hans-Jürgen Kiebach und Ernst Schomer verpflichtet. Für die Kostüme war Trude Ulrich verantwortlich. Herstellungsleiter war Heinz Willeg. Um sich gegenüber der starken Konkurrenz besser zu behaupten, drehte man Der Henker von London in Ultrascope. Die Rialto-Filmproduktion drehte ihre Krimis bereits seit Anfang des Jahres in diesem Format.

### Filmmusik
Die Filmmusik wurde von Raimund Rosenberger komponiert. Auf der im Jahr 2000 erschienenen CD Kriminalfilmmusik No. 4 befindet sich ein digital bearbeiteter Videomitschnitt der Titelmusik. Das von Chris Howland gesungene Lied Die Kneipe am Moor wurde erstmals 1993 auf der CD Fraulein auf dem Label Bear Family Records veröffentlicht. Das Stück beruht auf dem Original Kameraden, wann sehen wir uns wieder (Kneipe vorm Moor) aus der Feder von Georg Zierenberg, einem Mitglied des Nerother Wandervogels.

## Rezeption

### Veröffentlichung
Nach der Ankündigung, dass Der Henker von London ein echter Edgar-Wallace-Film sei, erhielt Artur Brauners CCC-Film eine einstweilige Verfügung der Rialto Film, nach der dies zu unterlassen war. Entsprechend wurde sowohl auf dem Filmplakat als auch im Vorspann Bryan Edgar Wallace genannt. Die FSK gab den Film am 15. November 1963 ab 16 Jahren frei. Es handelte sich um den einzigen Film der Reihe, den der Filmverleih Columbia-Bavaria vermarktete.
Der Film wurde am 22. November 1963 in den bundesdeutschen Kinos gestartet. Zu diesem Zeitpunkt lag die Uraufführung des vorherigen Edgar-Wallace-Films Das indische Tuch bereits mehr als zwei Monate zurück, sodass sich auch Der Henker von London zu einem großen Publikumserfolg entwickeln konnte. Bei den damals durchgeführten Umfragen des Fachblattes Filmecho/Filmwoche, bei denen die Kinobetreiber das Einspielergebnis der Filme auf einer Skala von 1 (ausgezeichnet) bis 7 (sehr schlecht) bewerteten, schnitt der Film mit der Note 3,0 ab. Zum Vergleich: Die im gleichen Jahr veröffentlichten Filme Der Würger von Schloß Blackmoor (3,1), Der schwarze Abt (2,9) und Das indische Tuch (2,8).
Der Henker von London konnte auch im Ausland vermarktet werden und lief dort unter anderem unter den folgenden Titeln:
- Dänemark: Den hemmelige liga
- Finnland: Lontoon pyöveli
- Frankreich: Le bourreau de Londres
- Griechenland: O dimios tou Londinou
- Italien: Il giustiziere di Londra
- Niederlande: De beul van Londen
- Spanien: El verdugo de Londres
- Vereinigte Staaten: The Mad Executioners

Der Film wurde mehrmals im deutschen Fernsehen ausgestrahlt und als Kaufvideo veröffentlicht. Für die DVD-Ausgabe im Jahr 2006 wurde die Altersfreigabe von 16 auf 12 Jahre herabgestuft.

### Kritiken
Die Filmkritiken zu Der Henker von London fielen im Allgemeinen gemischt aus. In der Internet Movie Database erhielt der Film so bisher rund sechs von zehn möglichen Sternen.
Der Henker von London habe laut einer Kritik des Hamburger Abendblatts vom 4. Dezember 1963 „die patentierten Zutaten deutscher Krimis“. Hier werden konkret die „mystische Unterwelt […] ein Halbirrer und eine Portion Klamottenkomik“ genannt, wobei auch die Handlung mit „viel Nacht und Nebel“ gefüllt sei. „Gute Leistungen“ würden nur durch die Darsteller Hansjörg Felmy, Dieter Borsche und Rudolf Forster erbracht.
Für den Kritiker von Paimanns Filmlisten stellt der Film ein „den Original-Wallaces nachempfundener ‚Krimi‘ […] ohne sonderliche Ambitionen“ dar, der „nur handwerklich sauber inszeniert und dargestellt“ ist.
Das Lexikon des internationalen Films beschreibt den Film, obwohl nicht aus dieser Reihe stammend, als „stereotype[n] Kriminalfilm aus der Serie der Edgar-Wallace-Verfilmungen“. Der Film sei „mit den üblichen Gruseleffekten“ angereichert. Es werde jedoch „mangels psychologischer Nuancierung und inszenatorischer Ökonomie“ nur „oberflächlich Spannung erzeugt“. Hierbei befremde „die versteckte Sympathie für den Gerechtigkeitsfanatiker und seine Rachejustiz“ jedoch eher.

## Hörbuch
- Der Henker von London. Ein Hörspiel nach dem Original-Kinofilm von 1963. Manuskript und Regie: Susa Gülzow. Eichborn Verlag. Frankfurt am Main 2010, ISBN 978-3-8218-6312-2.